# Кушпелев, Игорь Робертович
Игорь Робертович Кушпелев (род. 10 августа 1959, Тбилиси) — советский пловец, российский тренер. Участник летних Олимпийских игр 1976 года.

## Биография
Игорь Кушпелев родился 10 августа 1959 года в Тбилиси.
Выступал в соревнованиях по плаванию за «Динамо» из Тбилиси. Тренировался под началом Игоря Кофмана.
В 1976 году вошёл в состав сборной СССР на летних Олимпийских играх в Монреале. В полуфинале плавания на 1500 метров вольным стилем занял 3-е место, показав результат 15 минут 43,88 секунды и уступив 6,93 секунды попавшему в финал со 2-го места Джану Мадруге из Бразилии.
4 июня 1976 года в Киеве установил мировой рекорд в плавании на 800 метров вольным стилем, продержавшийся два дня.
Трижды выигрывал медали летних Универсиад. В 1977 году в Софии завоевал серебро на дистанции 1500 метров вольным стилем и бронзу на 400-метровке вольным стилем. В 1979 году в Мехико вновь стал серебряным призёром на дистанции 1500 метров.
Мастер спорта СССР международного класса.
Заслуженный тренер Российской Федерации
По окончании выступлений стал тренером. Работает тренером по плаванию в ДЮСШ «Виктория» в станице Выселки Краснодарского края. Среди воспитанников Кушпелева — чемпион мира и Европы среди спортсменов с поражением опорно-двигательного аппарата Александр Демьяненко.
Выступает в соревнованиях ветеранов.
Достижения воспитанников:
Александр Демьяненко — чемпион и бронзовый призёр чемпионата мира 2015 г.в Глазго (шотландия), 
Анастасия Шевченко — финалистка Паралимпийских игр в Токио 2020 г. (4,5,6,7, место).